# Шереметєв Василь Борисович
Шереметєв Василь Борисович (бл. 1622 — 13.11. 1682) — державний і військовий діяч Московії, дядько боярина Бориса Шереметьєва.

## Життєпис
Відомий з січня 1637 року як стольник, у травні 1645 року призначений воєводою у Мценськ.
21 травня 1653 року призначений членом Боярської думи.
Після укладення Переяславської угоди призначений командувачем корпусу 7-тисячного корпусу, з яким обороняв Бєлгород від татар.
У грудні 1654 року отримав наказ виступити на Україну на допомогу Богдану Хмельницькому. В січні 1655 року з'єднався з ним під Уманню. Взяв участь в битві під Охматовом. Проте військо Шереметьєва (за різними даними, від 10 до 20 тисяч) понесло значні втрати (за деякими даними, до 9 тисяч). У березні 1655 року був відкликаний до Москви і потрапив в опалу.
6 квітня 1658 року призначений воєводою в Київ (був першим за ліком московітським воєводою в Києві).
Вів боротьбу проти гетьмана Івана Виговського у першій Російсько-українській війні. 23 серпня 1658 року, засідаючи в Києві, Шереметьєв відправив свої війська на зруйнування Броварів, московітські війська жорстоко закатували місцевих жителів, які підтримували нового козацького Гетьмана, Івана Виговського.
У вересні 1660 очолював московітсько-козацьке військо в боях під Любаром та Чудновом на Житомирщині, в яких був розбитий польсько-татарським військом під командуванням Єжи-Себастьяна Любомирського. Шереметєв потрапив у полон до кримських татар, де пробув 21 рік. У листопаді 1681 був викуплений московським урядом і, залишившись без сім'ї, згодом помер у Москві.